# Гней Аррій Антонін
Гней Аррій Антонін (лат. Gnaeus Arrius Antoninus; 31 — після 105) — державний та військовий діяч Римської імперії, консул-суффект 69 і 90 років, дід імператора Антоніна Пія.

## Життєпис
Походив з роду Арріїв з Нарбонської Галлії. Про молоді роки мало відомостей. 
Державну службу розпочав за правління імператора Нерона. Імператора Вітеллій у 69 році призначив його консулом-суффектом разом з Авлом Марієм Цельсом. У 78—81 роках був проконсулом провінції Азія. У 97 році вдруге цього разу друг Антоніна, імператор Нерва, призначив Аррія консулом-суффектом разом з Луцієм Кальпурнієм Пізоном. Помер після 105 року.

## Творчість
Був автором численних епіграм, які писав грецькою мовою. Їх дуже хвалив Пліній Молодший, з яким листувався Антонін.

## Родина
Дружина — Бойонія Проціла.
Діти:
- Аррія Фаділа, дружина Тита Аврелія Фульва, консула 89 року.
- Аррія Антоніна